# Флюид (физика)
Флюи́д (от лат. fluidis — «текучий») — вещество, поведение которого при деформации может быть описано законами механики жидкостей. Термин, как правило, относится к состоянию вещества, объединяющего жидкости и газы, и эквивалентен словосочетанию «газы, плазма, изотропные жидкости и пластичные тела». В русском языке в основном используется для обозначения газов с плотностью характерной для жидкости, но неограниченно расширяющихся. Также используются термины текучая среда или текучее вещество.
Состояние характеризуется тем, что при приложении касательных напряжений происходит последовательная деформация вещества. Степень сопротивления деформации определяется вязкостью вещества.
Даже твёрдые вещества могут вести себя как флюиды. Если время действия внешней силы больше времени релаксации, то тело ведет себя как жидкость, то есть течёт (см. критерий Деборы).

## Гипотетические флюиды
Термин «флюид» был введён в XVII веке для обозначения гипотетических жидкостей, объясняющих некоторые физические явления. Примеры флюидов: теплород Роберта Бойля (1673 год) и флогистон Георга Шталя (1697 год). Джеймс Клерк Ма́ксвелл-мировые флюиды электричества и магнетизма.Христиан Вольф, один из учителей М. В. Ломоносова, придерживался метафизических воззрений, в соответствии с которыми в физических процессах, им изучавшихся и рассматривавшихся, присутствовали «духообразные флюиды» и прочие «чудища», по словам его русского ученика, не разделявшего этой концепции своего наставника. Последовательно пришедшим к исключению этой теории с позиций научного мировоззрения и был именно М. В. Ломоносов, который, разрабатывая свою корпускулярно-кинетическую теорию тепла. Тем не менее, отдавая дань методологии этого талантливого учёного-энциклопедиста, М. В. Ломоносов перевёл на русский с немецкого подлинника на латинском языке[прояснить] и издал в 1746 году «Вольфианскую экспериментальную физику».